# GV Андромеды
GV Андромеды (лат. GV Andromedae) — одиночная переменная звезда в созвездии Андромеды на расстоянии приблизительно 13439 световых лет (около 4120 парсеков) от Солнца. Видимая звёздная величина звезды — от +14,03m до +13,07m.

## Характеристики
GV Андромеды — жёлтая пульсирующая переменная звезда типа RR Лиры (RRAB) спектрального класса G-F. Радиус — около 6,25 солнечных, светимость — около 48,47 солнечных. Эффективная температура — около 6094 K.